# Oxford (Alabama)
 Oxford és una població dels Estats Units a l'estat d'Alabama. Segons el cens del 2000 tenia 14.592 habitants.

## Demografia
Segons el cens del 2000, Oxford tenia 14.592 habitants, 5.734 habitatges, i 4.231 famílies. La densitat de població era de 308,9 habitants/km².
Dels 5.734 habitatges en un 34,1% hi vivien nens de menys de 18 anys, en un 59,6% hi vivien parelles casades, en un 11,5% dones solteres, i en un 26,2% no eren unitats familiars. En el 23,4% dels habitatges hi vivien persones soles el 9,4% de les quals corresponia a persones de 65 anys o més que vivien soles. El nombre mitjà de persones vivint en cada habitatge era de 2,51 i el nombre mitjà de persones que vivien en cada família era de 2,97.
Per edats la població es repartia de la següent manera: un 24,8% tenia menys de 18 anys, un 8,1% entre 18 i 24, un 29,5% entre 25 i 44, un 23,6% de 45 a 60 i un 14% 65 anys o més.
L'edat mediana era de 38 anys. Per cada 100 dones hi havia 91,1 homes. Per cada 100 dones de 18 o més anys hi havia 87,6 homes.
La renda mediana per habitatge era de 40.397 $ i la renda mediana per família de 47.891 $. Els homes tenien una renda mediana de 34.838 $ mentre que les dones 21.897 $. La renda per capita de la població era de 18.923 $. Aproximadament el 6,8% de les famílies i el 9,4% de la població estaven per davall del llindar de pobresa.

## Poblacions més properes
El següent diagrama mostra les poblacions més properes.